# 東洋証券杯世界選手権戦
東洋証券杯世界選手権戦（とうようしょうけんはいせかいせんしゅけんせん、동양증권배 세계선수권전、東洋證券杯世界選手權戰）は、囲碁の国際棋戦。1989年に韓国初の国際棋戦として創設され、1992年第3回から本格的な世界選手権戦に移行。1998年第9回までで終了。
- 主催 ソウル経済新聞社
- 協賛 東洋証券（韓国）

## 出場選手
出場選手は第1-7回は国籍ごと、第8回からは所属ごとに選出。
- 第1回は、日本2名、台湾2名が参加。第2回は日本3名、中華台北2名、中国3名が参加。
- 第3回からは、前回ベスト4、韓国6、日本6、中国4、中華台北2、米国・欧州各1の、24名。
- 第9回は、前回ベスト4、韓国7、日本4、中国3、台湾1、国際予選通過者5の、24名。

## ルール
- 日本ルール。持ち時間は各3時間、秒読み1分。コミは5目半。
- 対戦はトーナメント方式で、決勝戦は5番勝負。1-7期までは準決勝は3番勝負。

## 過去の優勝者と決勝戦
（左が優勝者,右が準優勝者）
| 次 | 年     | 優勝           | 結果 | 準優勝             | 4強                            |
| -- | ------ | -------------- | ---- | ------------------ | ------------------------------ |
| 1  | 1989年 | 梁宰豪（韓国） | 3-1  | 張秀英（韓国）     | 金熙中（韓国）、劉昌赫（韓国） |
| 2  | 1990年 | 徐奉洙（韓国） | 3-1  | 李昌鎬（韓国）     | 張文東（中国）、金熙中（韓国） |
| 3  | 1992年 | 李昌鎬（韓国） | 3-2  | 林海峰（中華台北） | 曺薫鉉（韓国）、趙治勲（韓国） |
| 4  | 1993年 | 李昌鎬（韓国） | 3-0  | 趙治勲（韓国）     | 聶衛平（中国）、曺薫鉉（韓国） |
| 5  | 1994年 | 曺薫鉉（韓国） | 3-1  | 依田紀基（日本）   | 聶衛平（中国）、劉昌赫（韓国） |
| 6  | 1995年 | 馬暁春（中国） | 3-1  | 聶衛平（中国）     | 曺薫鉉（韓国）、山城宏（日本） |
| 7  | 1996年 | 李昌鎬（韓国） | 3-1  | 馬暁春（中国）     | 曺薫鉉（韓国）、趙治勲（韓国） |
| 8  | 1997年 | 曺薫鉉（韓国） | 3-0  | 小林覚（日本）     | 金榮桓（韓国）、李昌鎬（韓国） |
| 9  | 1998年 | 李昌鎬（韓国） | 3-1  | 劉昌赫（韓国）     | 兪斌（中国）、柳時熏（日本）   |

## 過去の大会

### 第3回
1990年12月1,3日にソウル市のホテルロッテワールドで1-2回戦、1991年4月にソウル市で3回戦、6月にソウル市で準決勝、9月に台北市で決勝五番勝負1-2局、1992年1月にソウル市で3-5局が行われ、16歳の李昌鎬が世界戦初優勝を果たした。
| 1回戦 - 尹盛鉉（韓国） - 彭景華（中華台北） - 銭宇平（中国） - 鄭壽鉉（韓国） - 大竹英雄（日本） - M.レドモンド（米国） - 山城宏（日本） - 金日煥（韓国） - 曹大元（中国） - 白成豪（韓国） - 淡路修三（日本） - 劉昌赫（韓国） - 馬暁春（中国） - 小林覚（日本） - 片岡聡（日本） - ロブ・ファンザイスト（欧州） | 2回戦 - 李昌鎬（韓国） - 尹盛鉉 - 銭宇平 - 武宮正樹（日本） - 曺薫鉉（韓国） - 大竹英雄 - 聶衛平（中国） - 山城宏 - 林海峰（中華台北） - 曹大元 - 淡路修三 - 徐奉洙（韓国） - 趙治勲（韓国） - 馬暁春 - 片岡聡 - 金熙中（韓国） |

| 3回戦 - 李昌鎬 - 銭宇平 - 曺薫鉉 - 聶衛平 - 林海峰 - 淡路修三 - 趙治勲 - 片岡聡 | 準決勝 - 李昌鎬 2-1 曺薫鉉 - 林海峰 2-0 趙治勲 | 決勝戦 - 李昌鎬 3-2 林海峰 |

### 第4回
1992年7月27,29日にソウル市のヒルトンホテルで1-2回戦、11月4日に同地で3回戦、1993年2月9,11日にソウル市のロッテホテルで準決勝、4月22,23日に済州島のハイアットホテルで決勝五番勝負1-2局、6月8日にソウル市のロッテホテルで第3局が行われ、この4月に行われた富士通杯をキャンセルしてこちらの決勝に集中した李昌鎬が2連覇を果たした。
| 1回戦 - 金哲中（韓国） - 林聖賢（中華台北） - 劉昌赫（韓国） - 車沢武（中国） - 呉圭喆（韓国） - 森山直棋（日本） - 姜勲（韓国） - V.ダネック（欧州） - 陳臨新（中国） - 彭景華（中華台北） - 金秀壮（韓国） - 車敏洙（米国） - 依田紀基（日本） - 林宣根（韓国） - 徐奉洙（韓国） - 小松英樹（日本） | 2回戦 - 李昌鎬（韓国） - 金哲中 - 劉昌赫 - 加藤正夫（日本） - 曺薫鉉（韓国） - 呉圭喆 - 馬暁春（中国） - 姜勲 - 趙治勲（韓国） - 陳臨新 - 金秀壮 - 武宮正樹（日本） - 聶衛平（中国） - 依田紀基 - 林海峰（中華台北） - 徐奉洙 |

| 3回戦 - 李昌鎬 - 劉昌赫 - 曺薫鉉 - 馬暁春 - 趙治勲 - 金秀壮 - 聶衛平 - 林海峰 | 準決勝 - 李昌鎬 2-0 曺薫鉉 - 趙治勲 2-0 聶衛平 | 決勝戦 - 李昌鎬 3-0 趙治勲 |

### 第5回
1993年11月16,18日に1-2回戦、1994年3月21日に3回戦、4月18,20日に準決勝、5月16,18日に釜山市のパラダイスビーチホテルで決勝五番勝負1-2局、6月20,22日にソウル市のヒロトンホテルで第3,4局が行われ、曺薫鉉が優勝した。
| 1回戦 - 山城宏（日本） - 金哲中（韓国） - M.レドモンド（米国） - G.グローネン（欧州） - 武宮正樹（韓国） - 鄭弘（中国） - 兪斌（中国） - 林宣根（韓国） - 依田紀基（日本） - 林聖賢（中華台北） - 劉小光（中国） - 金承俊（韓国） - 小松英樹（日本） - 梁宰豪（韓国） - 加藤正夫（日本） - 尹盛鉉（韓国） | 2回戦 - 曺薫鉉（韓国） - 山城宏 - M.レドモンド - 徐奉洙（韓国） - 聶衛平（中国） - 武宮正樹 - 趙治勲（韓国） - 兪斌 - 依田紀基 - 李昌鎬（韓国） - 林海峰（中華台北） - 劉小光 - 劉昌赫（韓国） - 小松英樹 - 馬暁春（中国） - 加藤正夫 |

| 3回戦 - 曺薫鉉 - マイケル・レドモンド - 聶衛平 - 趙治勲 - 依田紀基 - 林海峰 - 劉昌赫 - 馬暁春 | 準決勝 - 曺薫鉉 2-0 聶衛平 - 依田紀基 2-0 劉昌赫 | 決勝戦 - 曺薫鉉 3-1 依田紀基 |

### 第6回
1994年10月16,18日に1-2回戦、11月14日に3回戦、1995年3月20-24日に準決勝、4月17,19日に決勝五番勝負1-2局、5月22,24日に第3,4局が行われ、馬暁春が中国勢として初めて優勝した。
| 1回戦 - 尹炫晳（韓国） - 片岡聡（日本） - 金東燁（韓国） - 小松英樹（日本） - 大竹英雄（日本） - 楊暉（米国） - 銭宇平（中国） - アレクセイ・ラザレフ（欧州） - 李昌鎬（韓国） - 張文東（中国） - 張秀英（韓国） - 武宮正樹（日本） - 山城宏（日本） - 徐奉洙（韓国） - 陳永安（中華台北） - 梁建（韓国） | 2回戦 - 馬暁春（中国） - 尹炫晳 - 王立誠（中華台北） - 金東燁 - 曺薫鉉（韓国） - 大竹英雄 - 銭宇平 - 車敏洙（韓国） - 聶衛平（中国） - 李昌鎬 - 依田紀基（日本） - 張秀英 - 山城宏 - 趙治勲（韓国） - 劉昌赫（韓国） - 陳永安 |

| 3回戦 - 馬暁春 - 王立誠 - 曺薫鉉 - 銭宇平 - 聶衛平 - 依田紀基 - 山城宏 - 劉昌赫 | 準決勝 - 馬暁春 2-1 曺薫鉉 - 聶衛平 2-1 山城宏 | 決勝戦 - 馬暁春 3-1 聶衛平 |

### 第7回
1995年10月21,23日に1-2回戦、11月25日に3回戦、1996年1月22-26日に準決勝、2月26,28日にソウル市ロッテホテルで決勝五番勝負1-2局、3月18,20日に同地で第3,4局が行われ、李昌鎬が3回目の優勝を果たした。
| 1回戦 - 李昌鎬（韓国） - 郭鵑（欧州） - 淡路修三（日本） - 崔珪昞（韓国） - 趙治勲（韓国） - 曹大元（中国） - 林宣根（韓国） - 常昊（中国） - 馬暁春（中国） - 周俊勲（中華台北） - 小林覚（日本） - M.レドモンド（米国） - 兪斌（中国） - 金榮桓（韓国） - 片岡聡（日本） - 梁宰豪（韓国） | 2回戦 - 李昌鎬 - 山城宏（日本） - 劉小光（中国） - 淡路修三 - 趙治勲 - 依田紀基（日本） - 聶衛平（中国） - 林宣根 - 馬暁春（中国） - 柳時熏（韓国） - 小林覚（日本） - 林海峰（中華台北） - 曺薫鉉（韓国） - 兪斌 - 片岡聡 - 劉昌赫（韓国） |

| 3回戦 - 李昌鎬 - 劉小光 - 趙治勲 - 聶衛平 - 馬暁春 - 小林覚 - 曺薫鉉 - 片岡聡 | 準決勝 - 李昌鎬 2-0 趙治勲 - 馬暁春 2-1 曺薫鉉 | 決勝戦 - 李昌鎬 3-1 馬暁春 |

### 第8回
1997年1月7,8日に1-2回戦、2月13日に3回戦、3月9日に準決勝、3月31,4月2日にソウル市の韓国棋院で決勝五番勝負1,2局、4月18日に同地で第3局が行われ、曺薫鉉が2回目の優勝を果たした。
| 1回戦 - 王立誠（日本） - 劉昌赫（韓国） - 王磊（中国） - 姜勲（韓国） - 金榮桓（韓国） - 周俊勲（台湾） - 柳時熏（日本） - 金秀壮（韓国） - 曹大元（中国） - 張秀英（韓国） - 常昊（中国） - 徐能旭（韓国） - 加藤正夫（日本） - 徐奉洙（韓国） - 小林光一（日本） - 崔明勲（韓国） | 2回戦 - 曺薫鉉（韓国） - 王立誠 - 王磊 - 武宮正樹（日本） - 金榮桓 - 劉小光（中国） - 柳時熏 - 聶衛平（中国） - 小林覚（日本） - 曹大元 - 趙治勲（日本） - 常昊 - 李昌鎬（韓国） - 加藤正夫 - 馬暁春（中国） - 小林光一 |

| 3回戦 - 曺薫鉉 - 王磊 - 金榮桓 - 柳時熏 - 小林覚 - 趙治勲 - 李昌鎬 - 馬暁春 | 準決勝 - 曺薫鉉 - 金榮桓 - 小林覚 - 李昌鎬 | 決勝戦 - 曺薫鉉 3-0 小林覚 |

### 第9回
1998年1月21,23日に1-2回戦、3月27日に3回戦、3月29日に準決勝、4月20,22日にソウル市の韓国棋院で決勝五番勝負1,2局、5月11,13日に同地で第3,4局が行われ、李昌鎬が4回目の優勝を果たした。
| 1回戦 - 片岡聡（日本） - 徐奉洙（韓国） - 林海峰（日本） - 梁宰豪（韓国） - 周俊勲（台湾） - 安祚永（韓国） - M.レドモンド（米国） - 陳国興（台湾） - 劉昌赫（韓国） - 常昊（中国） - 周鶴洋（中国） - 崔明勲（韓国） - 金秀壮（韓国） - 小松英樹（日本） - 李聖宰（韓国） - 加藤正夫（日本） | 2回戦 - 李昌鎬（韓国） - 片岡聡 - 林海峰 - 曺薫鉉（韓国） - 兪斌（中国） - 周俊勲 - M.レドモンド - 金榮桓（韓国） - 劉昌赫 - 小林覚（日本） - 趙治勲（日本） - 周鶴洋 - 柳時熏（日本） - 金秀壮 - 李聖宰- 馬暁春（中国） |

| 3回戦 - 李昌鎬 - 林海峰 - 兪斌 - M.レドモンド - 劉昌赫 - 趙治勲 - 柳時熏 - 李聖宰 | 準決勝 - 李昌鎬 - 兪斌 - 劉昌赫 - 柳時熏 | 決勝戦 - 李昌鎬 3-1 劉昌赫 |

## 記録
- 最多優勝 4回 李昌鎬
- 最年少優勝 16歳 李昌鎬（1992年）（世界選手権の最年少優勝記録）